# Isaack van Ruisdael
Isaack van Ruisdael, né en 1599 à Naarden, et mort en 1677 à Haarlem, est un peintre néerlandais et un marchand de tableaux.

## Biographie

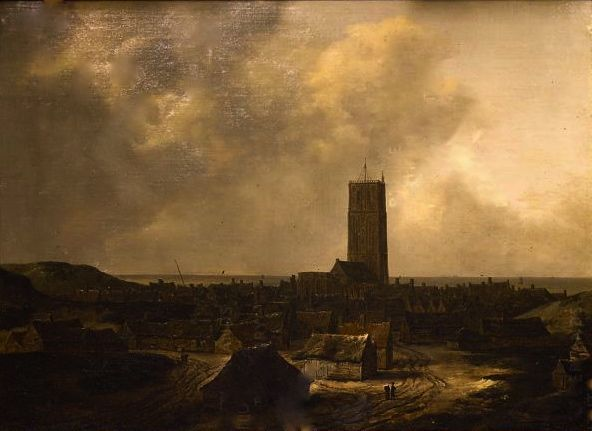
Vue d'Egmond aan Zee, 1646.

Isaack van Ruisdael est né en 1599 à Naarden. Il est le frère de Salomon et le père de Jacob.
Fabricant de cadres et marchand de tableaux, il ne commence à peindre sérieusement qu'en accompagnant son fils. Il peint surtout le paysage dans un style se rapprochant de celui de son frère, et de van Goyen . Il est un des directeurs de la guilde d'Haarlem en 1642.
Il se marie en secondes noces le 9 mars 1642.
Le musée de Munich conserve de lui  le tableau intitulé Pente sablonneuse.
Isaack van Ruisdael meurt le 4 octobre 1677 à Haarlem.